# Национално знаме на Румъния
Националното знаме на Румъния e трицветно, с три еднакви по размер вертикални ленти – синя, жълта и червена, в този ред от дръжката на флага към края. Съотношението между ширината и височината му е 3:2.

## История
През различни периоди знамената на държавите на територията на днешна Румъния са се променяли.

### VI век, Юстинианова Дакия
Едно от най-ранните споменавания на трите цвята от знамето е в Novella XI, издадена на 14 април 535 от император Юстиниан I. Наравно с другите неща, тя описва т.нар. по него време „Юстинианова Дакия“ (дн. Банат и части от Олтения), и съдържа герба и.
„Ex parte dextra, in prima divisione, scutum rubrum, in cuius medis videtur turris, significans utramque Daciam, in secunda divisione, scutum coelesti, cum (signum)tribus Burris, quarum duae e lateribus albae sunt, media vero aurea.“
Превод:„От дясно в първия дял има червен щит с кули, символизиращ външна Дакия, в средния дял – небесно-син щит със знаците на племето Бури с бяло отстрани, и златен среден дял.“

### IX-X век
Трите официални цвята се срещат отново през 9 – 10 век, когато се счита че се е образувал румънския народ. Цветовете се появяват на знамената на различни румънски кралства и аристократични замъци, според избора на владетелите или благородниците.

### 1821 – борбата срещу фанариотите
През 1821 г. цветовете са използвани върху знаме, използвано от Тудор Владимиреску по време на борбата с фанариотите. Знамето е било бяло, но дръжката е била украсена с три набора пискюли, комбиниращи трите цвята два по два.

### 1834 – първото знаме
Първото официално потвърждение за трие цвята заедно върху знаме е от 1834 през управлението на Димитрие Жика, когато султана на Османската империя одобрява използването на флаг с трите цвята, разположени хоризонтално (синьото най-отдолу), и орела на кръстоносците в жълтото поле върху всички румънски търговски кораби и военни единици.
Това е първото комбиниране на трите цвята. То не е имало национална символика към него време, но е използвано като символ в последстващите националистични движения.

### 1848 – Революцията
По време на Революциите от 1848 новосформираното румънско правителство декларира в своя Декрет N 1 от 15 юни 1848, и уточнява в Декрет 252 от 13 юли 1848, че официалното знаме е съставено от три цвята – тъмно синьо, светло жълто и червено като кръв. Знамето има вертикални ивици със синьо от страната на дръжката и носи надписа „Справедливост, братство“.

### 1948 – комунистическата държава
През 1948 г. комунистическото правителство заменя знамето с ново, по съветски модел, новият герб е в центъра на знамето. Знамето е частично променяно през 1952 г. и 1965 г.

### 1989 – демократическата революция
Флагът в сегашния си вид е приет на 27 декември 1989 г. Използваният дотогава е имал в центъра си герба на комунистическа Румъния. По време на революцията от 1989 г., довела до свалянето на диктатора Чаушеску протестиращите изрязват комунистическата емблема от знамената. Преходното правителство решава да не се слага нов герб в центъра на знамето и така съвременното знаме заприличва на това, ползвано по време на Кралство Румъния (1881 – 1947 г.).

## Други подобни знамена

### Знаме на Молдова
През 1940 г. по условията на пакта Рибентроп-Молотов Бесарабия e анексирана от Съветския съюз и е образувана Молдовска ССР. През 1991 г. тя декларира независимост като Република Молдова и нейният флаг носи същите цветове, но с герб в средата.

### Знаме на Чад
Националният флаг на централноафриканската държава Чад е със същите цветове, разположени по същия начин както във флага на Румъния.